# سو بيلي
سو بيلي (بالإنجليزية: Susan Bailey)‏ هي موجهة قوارب ‏ بريطانية، ولدت في 15 فبراير 1961 في لندن في المملكة المتحدة.

## وصلات خارجية
- سو بيلي على موقع الاتحاد الدولي للتجديف (الإنجليزية)
- سو بيلي على موقع اللجنة الأولمبية الدولية (الإنجليزية)
- سو بيلي على موقع أوليمبيديا (الإنجليزية)